# Igraine Ohnefurcht
Igraine Ohnefurcht (erschienen 1998) ist ein Fantasyroman der Autorin Cornelia Funke, von ihr selbst illustriert.

## Inhalt
Die Zauberertochter Igraine lebt mit ihren Eltern, der schönen Melisande und Sir Lamorak, und ihrem Bruder Albert auf Burg Bibernell. Ihre Eltern beherrschen mit Hilfe der magischen Bücher die Kunst der Zauberei, Albert lernt diese ebenfalls, nur Igraine scheint darin nicht so begabt. Sie will lieber Ritterin werden. Als sich ihre Eltern beim Zaubern eines Geburtstagsgeschenks versehentlich in Schweine verzaubern, muss Igraine aufbrechen, um ihnen die notwendigen Zauberzutaten zu beschaffen, die sie für eine Rückverwandlung benötigen.
Genau zu dieser Zeit nimmt Gilgalad der Gierige mit seinem stachligen Ritter die Nachbarburg Düsterfels ein. Er will sich auch noch Bibernells und der magischen Bücher bemächtigen. Albert verteidigt die Burg Bibernell zusammen mit den singenden Büchern so lange gegen Gilgalad, bis Igraine mit den Zauberzutaten zurückkommt. 
Während Albert und die Eltern den Verwandlungszauber durchführen, muss Igraine erneut schnell handeln und mit der Hilfe des Traurigen Ritters Osmund und seine Truppen so lange hinhalten, bis ihre Eltern sich zurückverwandelt haben und mit ihrer überlegenen Zauberkraft Gilgalads Bedrohung abwehren.

## Wichtige Themen im Buch
Auffällig wird beim Lesen, dass Funke hier ein bürgerliches Familienmodell als Grundlage für Igraines Familie verwendet hat. Die Familienszenen sind alltäglich, die Geschwister necken sich und streiten ein bisschen, genau wie die Leserschaft es jeden Tag erlebt.
Die Figuren entwickeln sich im Verlauf des Romans weiter. Igraine kommt ihrem Ziel, eine richtige Ritterin zu werden, näher, ihr Bruder bewährt sich als Zauberer, der Traurige Ritter befreit sich dank Igraine von seiner Traurigkeit und sieht wieder einen Sinn in seinem Leben. 
Funke zeichnet von den beiden Bösewichtern Gilgalad und dem stachligen Ritter ein sehr schwarzes Bild. Für seine Soldaten bringt sie Verständnis auf, weil die meisten von ihnen nicht freiwillig in Gilgalads Heer sind. Das Gute wird dagegen bunt dargestellt.
Interessant ist auch die Haltung der Figuren gegenüber Tieren. Die positiven Charaktere behandeln Tiere stets gut und haben ein positives Bild von ihnen. Sogar Schlangen, die in der typisch mittelalterlichen Rezeption negativ konnotiert werden, sind hier positiv besetzt.

## Hörbücher
Es gibt ein Hörbuch mit drei CDs, das von Cornelia Funke gelesen wurde.

## Sonstiges
Im Jahr 2007 erschien eine von der Autorin überarbeitete Neufassung des Buches auf Deutsch. Neben kleineren inhaltlichen Änderungen (beispielsweise ist Igraine nun zwölf Jahre alt, nicht mehr zehn; Gilgalad heißt in der neuen Fassung Osmund) hat sie stilistische Anpassungen vorgenommen, die auf Erfahrungen mit der Übersetzung des Buches ins Englische basieren.

## ISBN
- ISBN 3-7915-0455-X